# Candoia carinata
Espèce
Synonymes
- Boa carinata Schneider, 1801
- Boa variegata Thunberg , 1807

Statut CITES
Candoia carinata est une espèce de serpents de la famille des Boidae.

## Répartition
Cette espèce se rencontre à Sulawesi, aux Moluques, en Nouvelle-Guinée, dans l'archipel Bismarck et aux Salomon.

## Liste des sous-espèces
Selon The Reptile Database (12 février 2014) :
- Candoia carinata carinata (Schneider, 1801)
- Candoia carinata tepedeleni Smith & Chiszar, 2001

## Étymologie
La sous-espère Candoia carinata tepedeleni est nommée en l'honneur de Kamuran Tepedelen.

## Publications originales
- Schneider, 1801 : Historiae Amphibiorum naturalis et literariae. Fasciculus secundus continens Crocodilos, Scincos, Chamaesauras, Boas. Pseudoboas, Elapes, Angues. Amphisbaenas et Caecilias. Frommani, Jena, p. 1-374 (texte intégral).
- Smith, Chiszar, Tepedelen & van Breukelen, 2001 : A revision of bevelnosed boas (Candoia carinata complex) (Reptilia: Serpentes). Hamadryad, vol. 26, no 2, p. 283-315.